# 비엣텔 FC

비엣텔 FC는 베트남 하노이를 연고로 하는 베트남 인민군 소속 축구 클럽이다. 1954년 9월 23일에 꺼우락보꽌도이(베트남어: Câu lạc bộ Quân đội)라는 이름으로 창단하였으며, 뜻은 '"육군 구단"이라는 뜻이었다. 1981-82 시즌에 첫 우승을 달성하고, 1982-83 시즌에 2회 연속 우승을 달성하였다. 1987-88 시즌, 그리고 1990 시즌과 1998 시즌에 우승을 하며, 베트남 축구 리그 총 5회 우승을 달성하였다.

## 역사
2004년 테 꽁은 V리그 11위를 기록하며, 사상 처음으로 강등을 당했다. 강등 이후 베트남의 통신 기업인 비엣텔의 이름을 붙여 테 꽁 비엣텔 FC라는 이름으로 교체하였다. 2007년 1월 19일 타이닌 FC를 5-3으로 꺾으며, V리그 1으로의 복귀에 성공하였다. 재승격에 성공한 이후, 구단명을 "테 꽁 FC"로 재교체하였다. 2010년 구단명을 또 다시 비엣텔 FC]로 재교체하였으며, 유소년 시스템부터 구축하여 구단의 재건을 위하겠다는 뜻으로 프로연맹에서 임시 탈퇴하였다. 이 후 구단은 베트남 4부리그에 해당하는 아마추어 리그에서 다시 시작하였으며, 2016년 V리그 2로 승격하는 데에 성공하여 프로 구단으로 복귀하였다. 2018년 V리그 2의 챔피언이 되면서 2019시즌 V리그 1으로 복귀하는 데에 성공하였다. 
아시안 클럽 챔피언십 1999-2000 시즌 2라운드에서 대한민국의 수원 삼성 블루윙즈와 맞붙은 적이 있었으며, 1차전 홈경기에서 1-1 무승부를 거두었으나, 2차전 수원에서의 원정경기에서는 6-0 대패를 당하였다.

## 수상

### 국내 대회
리그
- V리그 1:

 우승 : (5) 1981-1982, 1982-1983, 1987–88, 1990, 1998
 준우승 : (3) 1984, 1989, 1986
 3위 : (4) 1992, 1993–94, 1997, 2000–01
- V리그 2:

 우승 : (2) 2007, 2018
 준우승 : (1) 2016 (당시 "비엣텔 FC")
- 월맹 리그:

 우승 : 1978
- 베트남 내셔널 2부 리그: (당시 "비엣텔 FC")

 우승 : 2015
 준우승 : 2009
- 베트남 내셔널 3부 리그 (당시 "비엣텔 FC")

 우승 : 2008
컵
- 베트남컵:

 준우승 : (3) 1992, 2004, 2009
- 베트남 슈퍼컵:

 우승 : (1) 1999

## 선수 명단

### 현역
참고: FIFA 자격 규정에 따라 소속된 국가대표팀 국기를 표시합니다. 선수는 복수의 FIFA 비회원국 국적을 가지고 있을 수 있습니다.
| 번호 | 포지션 | 국적   | 이름          |
| ---- | ------ | ------ | ------------- |
| 4    | DF     | 베트남 | 부이띠엔중    |
| 10   | FW     |        | 페드로 헨리케 |

| 번호 | 포지션 | 국적 | 이름 |
| ---- | ------ | ---- | ---- |

## 역대 감독
| 감독         | 임기   |
| ------------ | ------ |
| 이흥실       | 2019   |
| 응우옌 득 탕 | 2024 ~ |

틀:비엣텔 FC 선수 명단